# Gustav Korlén

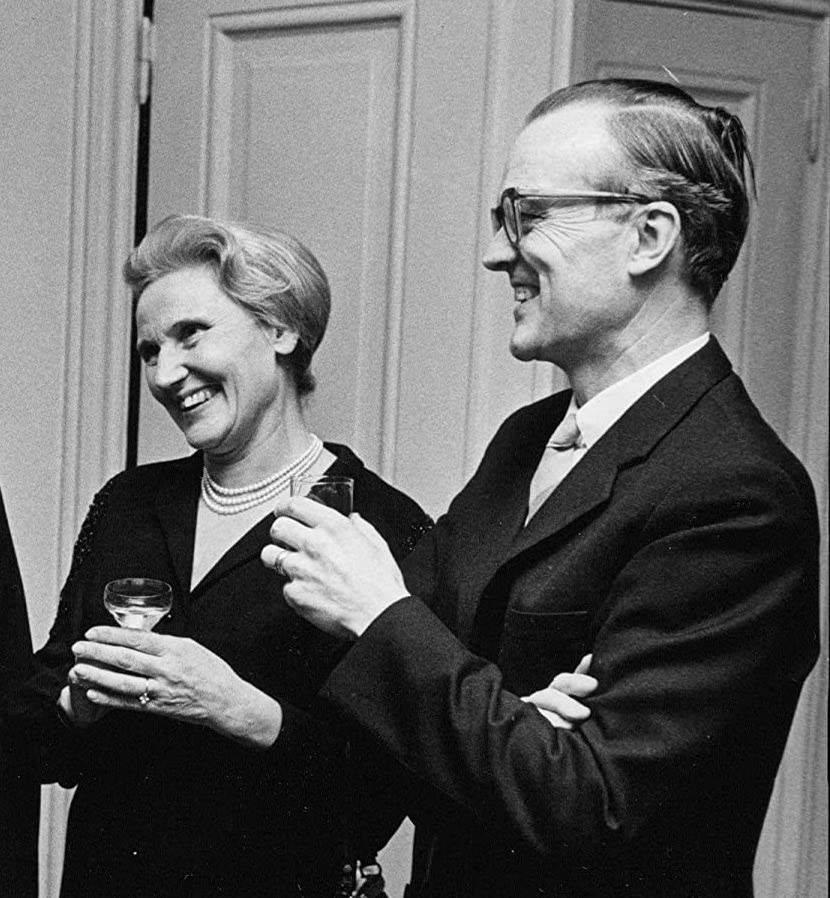
Elfride und Gustav Korlén, 1965

Gustav Korlén (* 27. Januar 1915 in Falun; † 10. Oktober 2014) war ein schwedischer Germanist und Sprachforscher.
Gustav Korlén war ein Sohn  des Germanisten Artur Korlén (* 1876). Seine Mutter stammte aus Kiel. Er wurde 1945 an der Universität Lund promoviert. Sein Lehrer war der Germanist Erik Rooth (1889–1969). 1952 übernahm Korlén die Professur für Germanistik an der späteren Universität Stockholm und wurde hier zum Begründer der schwedischen Neugermanistik.
1964 organisierte Gustav Korlén in Sigtuna ein Treffen der Gruppe 47. Er war Mitarbeiter der Zeitschrift Moderna språk.
Korlén war seit 1960 Mitglied der Deutschen Akademie für Sprache und Dichtung, die ihm 1973 den Friedrich-Gundolf-Preis verlieh. 1958 und 1965 erhielt er eine Goethe-Medaille und 1968 den Konrad-Duden-Preis der Stadt Mannheim.

## Veröffentlichungen (Auswahl)
- Die mittelniederdeutschen Texte des 13. Jahrhunderts. Lund 1945.
- Norddeutsche Stadtrechte. Lund 1950.
- Stockholmer Arzneibuchstudien. Ein Forschungsbericht. In: Gundolf Keil, Rainer Rudolf, Wolfram Schmitt, Hans Josef Vermeer (Hrsg.): Fachliteratur des Mittelalters. Festschrift Gerhard Eis. Metzler, Stuttgart 1968, S. 449–456.
- Tysk fonetik. Lund 1979 (mit Bertil Malmberg), ISBN 91-40-30130-3.
- Fritz Reuter in Skandinavien. In: Niederdeutsches Wort. Band 25, (Münster) 1985, S. 67–85.
- Zur Entwicklung der deutschen Sprache diesseits und jenseits des Eisernen Vorhangs, in: Sprache im technischen Zeitalter, Nr. 4 (1962), S. 259–279.

Festschrift
- Gert Mellbourn (Hrsg.): Germanistische Streifzüge. Festschrift für Gustav Korlén (= Stockholmer germanistische Forschungen, Bd. 16). Almqvist & Wiksell 1974.